# Leonard Eron
Leonard David Eron ou Leonard Eron (né le 22 avril 1920 à Newark, New Jersey, États-Unis et mort le 3 mai 2007 à Lindenhurst, Illinois, États-Unis), est un psychologue américain, connu pour ses travaux sur la violence des jeunes et notamment sur l'influence de la violence à la télévision sur les enfants.

## Biographie
Leonard Eron entreprend ses études universitaires en 1938 à l'université de la ville de New York, puis de 1941 à 1946 à l'université Columbia, et obtient en 1949 son doctorat à l'université du Wisconsin.
Il occupe alors de nombreux postes d'enseignement et de recherche : 
- 1948-1960 : Université Yale, département de psychiatrie.
- 1955-1962 : Directeur de recherche et psychologue de la Fondation Rip Van Winkle (Hudson, New York)
- 1962-1969 : Université de l'Iowa, directeur du département de Psychologie et du programme de formation en Psychologie clinique.
- 1969-1990 : Université de l'Illinois à Chicago, professeur, directeur du programme de formation en Psychologie clinique et du bureau des services de Psychologie appliquée.
- à partir de 1990 : Université du Michigan.